# 雷啟榮
雷啟榮（英語：Stanley Lui Kai-wing），香港民主派人士，前公民黨新界東區支部副主席，前香港沙田區議會火炭選區議員。

## 從政
2019年區議會選舉，公民黨派出雷啟榮參選，挑戰龐愛蘭，結果雷以3,550票多於龐的2,716票當選。
當選後，雷啟榮即與其他民主派的當選區議員就香港理工大學衝突要求香港警察撤離香港理工大學，並容許各方進入香港理工大學範圍進行人道救援。雷啟榮亦參與了時任香港立法會議員與十八區時任及候任區議員要求政府由公務員加薪議程中抽起警隊作獨立審議的聯署。
2021年5月6日，雷啟榮宣布退出公民黨，表示會繼續專注地區工作。